# Yoshihiro Togashi
Yoshihiro Togashi (jap. 冨樫 義博 Yoshihiro Togashi; ur. 27 kwietnia 1966 w Shinjō) – japoński mangaka, najbardziej znany jako autor mangi Hunter × Hunter.

## Życiorys
Rysowaniem zainteresował się już w szkole podstawowej. Studiował na uniwersytecie Yamagata, planując zostać nauczycielem, jednak doceniona została jedna z jego prac wysłanych do czasopisma „Shūkan Young Jump”. W 1986 roku, w wieku 20 lat jedna z jego prac została wyróżniona Nagrodą Tezuki. Za namową jednego z edytorów czasopisma „Shūkan Shōnen Jump” Togashi zrezygnował z edukacji i przeprowadził się do Tokio, gdzie rozpoczął pracę jako mangaka.

## Twórczość
- Sensēha Toshishita!! (1986, później wydany wraz z czwartym tomem Ten de Shōwaru Cupid)
- Jura no Miduki (1987, opublikowane w pierwszym tomie Hop Step Award Selection i później w czwartym tomie Ten de Shōwaru Cupid)
- Ōkami Nante Kowakunai!! (1989, wydane przez Shueishę)
  - Buttobi Straight (1987)
  - Tonda Birthday Present (1987, one-shot wydany w Shūkan Shōnen Jump)
  - Occult Tanteidan (1988–1989, dwu-częściowa historia wydana w Shūkan Shōnen Jump)
  - Horror Angel (1988, one-shot wydany w Shūkan Shōnen Jump)
  - Ōkami Nante Kowakunai!! (1989, one-shot wydany w Shūkan Shōnen Jump)
- Ten de Shōwaru Cupid (1989–1990, serializowane w Shūkan Shōnen Jump)
- Yu Yu Hakusho (1990–1994, serializowane w Shūkan Shōnen Jump)
- Level E (1995–1997, serializowane w Shūkan Shōnen Jump)
- Hunter × Hunter (1998–nadal, serializowane w Shūkan Shōnen Jump)
- Akuten Wars (2017, wydane w Grand Jump Premium, tylko scenariusz, ilustrowane Hachiego Mizuno)